# Гидрохлоротиазид
Гидрохлоротиазид — лекарственное средство, тиазидный диуретик средней силы.

## Фармакологическое действие
Снижает реабсорбцию Na+ на уровне начального отдела дистальных почечных канальцев, что определяет более слабый диуретический эффект в сравнении с фуросемидом. Блокирует карбоангидразу в проксимальном отделе извитых канальцев, усиливает выведение с мочой K+ (в дистальных канальцах Na+ обменивается на K+), гидрокарбонатов и фосфатов. Практически не влияет на КОС (Na+ выводится либо вместе с Cl−, либо с гидрокарбонатом, поэтому при алкалозе усиливается выведение гидрокарбонатов, при ацидозе — хлоридов). Повышает выведение Mg2+; задерживает в организме ионы Ca2+ и выведение уратов. Диуретический эффект развивается через 1—2 ч, достигает максимума через 4 ч, продолжается 10—12 ч. Действие снижается при уменьшении скорости клубочковой фильтрации и прекращается при величине её менее 30 мл/мин. У больных несахарным диабетом оказывает антидиуретическое действие (снижает объём мочи и увеличивает её концентрацию). Понижает артериальное давление за счёт уменьшения ОЦК, изменения реактивности сосудистой стенки, снижения прессорного влияния сосудосуживающих лекарственных средств (эпинефрина, норэпинефрина) и усиления депрессорного влияния на ганглии.

## Фармакокинетика
Всасывается быстро, но неполно. TCmax при приёме внутрь в дозе 100 мг — 1,5—2,5 ч. В терапевтическом диапазоне доз средняя величина AUC возрастает прямо пропорционально увеличению дозы, при назначении 1 раз в сутки кумуляция незначительна. Связь с белками плазмы — 40—60 %. Проникает через гематоплацентарный барьер и в грудное молоко. T½ — 6,4 ч, при умеренной хронической почечной недостаточности — 11,5 ч, при хронической почечной недостаточности с клиренсом креатинина менее 30 мл/мин — 20,7 ч. Не метаболизируется печенью. Выводится почками: в основном в неизменённом виде и около 4 % в виде 2-амино-4-хлоро-m-бензенедисульфонамида (уменьшается при щелочной моче) — путём клубочковой фильтрации и активной канальцевой секреции в проксимальном отделе нефрона.

## Показания
Артериальная гипертензия (в монотерапии или в комбинации с другими гипотензивными лекарственными средствами); отёчный синдром различного генеза (хроническая сердечная недостаточность, портальная гипертензия, нефротический синдром, хроническая почечная недостаточность, острый гломерулонефрит, предменструальный синдром, лечение ГКС); контроль полиурии преимущественно при нефрогенном несахарном диабете; профилактика образования камней в мочевыводящих путях у предрасположенных пациентов (снижение гиперкальциурии).

## Противопоказания
Гиперчувствительность (в том числе к другим сульфонамидам), сахарный диабет (трудно контролируемый), хроническая почечная недостаточность (клиренс креатинина менее 30 мл/мин), анурия, тяжёлая печеночная недостаточность, болезнь Аддисона, рефрактерная гипокалиемия, гиперкальциемия и гипонатриемия; беременность (I триместр), период лактации, детский возраст (до 3 лет). Для лекарственных форм, содержащих лактозу (дополнительно): пациенты с редкими наследственными заболеваниями, такими как непереносимость лактозы, дефицит лактазы или глюкозо-галактозной мальабсорбцией.

### C осторожностью
Гипокалиемия, гиперкальциемия, гипонатриемия, ишемическая болезнь сердца, одновременный приём сердечных гликозидов, подагра, лёгкая и умеренная печёночная недостаточность, прогрессирующие заболевания печени (риск развития печеночной комы), цирроз печени (риск развития гипомагниемии), пожилой возраст, беременность (II—III триместр).

## Режим дозирования
Для снижения артериального давления: внутрь, 25—50 мг/сут, при этом незначительный диурез и натрийурез отмечаются лишь в первый день приёма (назначают длительно в комплексе с другими гипотензивными лекарственными средствами: вазодилататорами, ингибиторами АПФ, симпатолитиками, бета-адреноблокаторами). Некоторым больным достаточно начальной дозы в 12,5 мг, как в виде монотерапии, так и в комбинации с др. гипотензивными лекарственными средствами. При увеличении дозы с 25 до 100 мг наблюдаются пропорциональное увеличение диуреза, натрийуреза и снижение артериального давления. Гипотензивное действие проявляется в течение 3—4 дней; для достижения оптимального эффекта может потребоваться до 3—4 недель. При отёчном синдроме (в зависимости от состояния и реакции больного) назначают в суточной дозе 25—100 мг, принимают однократно (утром) или 1 раз в 2 дня. В зависимости от клинической реакции доза может быть снижена до 25—50 мг 1 раз в сутки или 1 раз в 2 дня. В тяжёлых случаях в начале лечения могут потребоваться дозы до 200 мг в сутки. При предменструальном синдроме обычная доза составляет 25 мг в сутки и применяется от начала проявления симптомов до начала менструации. Лицам пожилого возраста — 12,5 мг 1—2 раза в день. Детям с 3 лет — по 1—2 мг/кг/сут или 30-60 мг/м² поверхности тела 1 раз в сутки. После 3—5 дней лечения рекомендуется сделать перерыв на 3—5 дней. В качестве поддерживающей терапии в указанной дозе назначают 2 раза в неделю. При использовании прерывистого курса лечения с приёмом через 1—3 дня или в течение 2—3 дней с последующим перерывом снижение эффективности выражено в меньшей степени и побочные эффекты развиваются реже. При нефрогенном несахарном диабете — рекомендованная суточная доза 50—150 мг (в несколько приёмов) до достижения лечебного эффекта (уменьшение жажды и полиурии), в дальнейшем возможно снижение дозы. Для профилактики образования камней — 50 мг 2 раза в сутки.

## Побочные эффекты
Нарушение электролитного баланса, в том числе гипонатриемия (усталость, раздражительность, судороги мышц, спутанность сознания, судороги), гипохлоремический алкалоз, гипокалиемия (сухость во рту, жажда, аритмия, спазм или боль в мышцах, тошнота, рвота, слабость), гипомагниемия, гиперкальциемия; агранулоцитоз, тромбоцитопения, лейкопения, гемолитическая и апластическая анемия, аллергические реакции (кожная сыпь, крапивница), пурпура, некротизирующий васкулит, синдром Стивенса-Джонсона, респираторный дистресс-синдром (включая пневмонит и некардиогенный отёк лёгкого), анафилактические реакции, вплоть до шока; холецистит, панкреатит, холестатическая желтуха, сиаладенит, запор, обострение подагры, гиперурикемия, глюкозурия, анорексия, снижение потенции, диарея, ортостатическая гипотензия, фоточувствительность, гипергликемия, аритмии, головокружение, временно расплывчатое зрение, головная боль, парестезии, нарушение функции почек, интерстициальный нефрит.
Есть также данные, что он может повышать в несколько раз риск рака кожи и губ.

### Передозировка
Симптомы: гипокалиемия (адинамия, параличи, запоры, аритмии), сонливость, снижение артериального давления, тахикардия, шок, слабость, спутанность сознания, тошнота, рвота, жажда, полиурия, олигурия или анурия, гипонатриемия, гипохлоремия, алкалоз, повышенный концентрации азота мочевины крови (особенно у больных с хронической почечной недостаточностью).
Лечение: специфического антидота нет; индукция рвоты, промывание желудка, приём активированного угля, инфузия электролитных растворов; компенсация дефицита K+ (назначение препаратов K+ и калийсберегающих диуретиков).

## Особые указания
При длительном лечении необходимо тщательно контролировать клинические симптомы нарушения водно-электролитного баланса, в первую очередь, у пациентов группы повышенного риска: больных с заболеваниями сердечно-сосудистой системы и нарушениями функции печени. Гипокалиемии можно избежать применением K+-содержащих препаратов или пищи, богатой K+ (фрукты, овощи), особенно в случае усиленной потери K+ (выраженный диурез, продолжительное лечение) или одновременного лечения сердечными гликозидами или ГКС. Повышает выведение магния с мочой, что может приводить к гипомагниемии. При хронической почечной недостаточности необходим периодический контроль клиренса креатинина. При хронической почечной недостаточности препарат может кумулировать и вызывать развитие азотемии. При развитии олигурии следует рассмотреть возможность отмены препарата. При лёгкой и умеренной печеночной недостаточности или прогрессирующих заболеваниях печени препарат назначают с осторожностью, поскольку небольшое изменение водно-электролитного баланса и накопления аммония в сыворотке может вызвать печеночную кому. В случае тяжёлого церебрального и коронарного склероза назначение препарата требует особой осторожности. Может нарушать толерантность к глюкозе. Во время длительного курса лечения при манифестном и латентном сахарном диабете необходим систематический контроль метаболизма углеводов; может потребоваться коррекция дозы гипогликемических лекарственных средств. В период лечения необходим периодический контроль концентрации мочевой кислоты. При длительной терапии в редких случаях наблюдалось патологическое изменение функции паращитовидных желез, сопровождающееся гиперкальциемией и гипофосфатемией. Может повлиять на результаты лабораторных исследований функции паращитовидных желез, поэтому перед определением функции паращитовидных желез препарат следует отменить. Гидрохлоротиазид может снижать количество йода, связывающегося с белками сыворотки, без проявления признаков нарушения функции щитовидной железы. В начальной стадии применения препарата (длительность этого периода определяется индивидуально) рекомендуется воздержаться от управления автомобилем и выполнения работ, требующих повышенной концентрации внимания и быстроты психомоторных реакций (вследствие возможного развития головокружения и сонливости), в дальнейшем следует соблюдать осторожность.

## Взаимодействие
Следует избегать одновременного применения препарата с солями Li+ (почечный клиренс Li+ снижается, увеличивается его токсичность). С осторожностью необходимо применять с гипотензивными лекарственными средствами (усиление их действия, может потребоваться коррекция дозы), сердечными гликозидами (гипокалиемия и гипомагниемия на фоне терапии тиазидными диуретиками могут усиливать токсичность сердечных гликозидов), амиодароном (риск развития аритмий, связанных с гипокалиемией), пероральными гипогликемическими лекарственными средствами (снижается их эффективность, риск развития гипергликемии), ГКС, кальцитонином (усиление гипокалиемии), НПВП (ослабляют диуретическое и гипотензивное действие), недеполяризирующими миорелаксантами (их эффект может усиливаться), амантадином (клиренс амантадина может снижаться, что приводит к увеличению концентрации амантадина в плазме и возможной токсичности), колестирамином (снижает абсорбцию гидрохлоротиазида), этанолом, барбитуратами и наркотическими анальгетиками, которые усиливают риск развития ортостатической гипотензии. Тиазиды могут снижать концентрацию йода в плазме, связанного с белками.